# Julia Feist

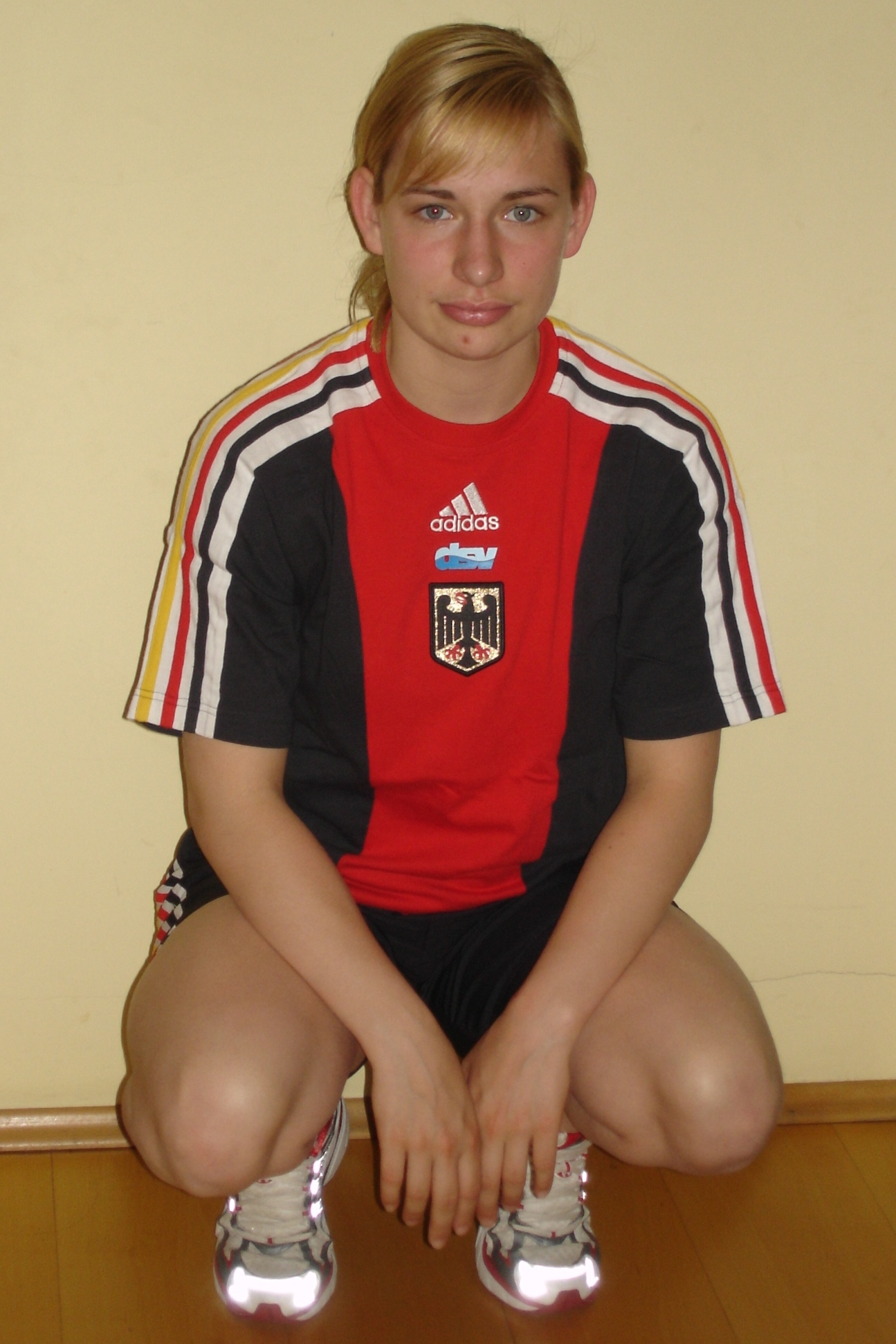
Julia Feist (2007)

Julia Feist (* 26. Juni 1989 in Dresden) ist eine ehemalige deutsche Wasserspringerin aus Freital.
Julia Feist startete für den Dresdner SC. Ihr Heimtrainer war Frank Taubert. Später trainierte sie beim SC DHfK Leipzig unter Uwe Fischer. Sie war als CÜ-Kader Mitglied der DSV-Nationalmannschaft.
Als Nachwuchsspringerin wurde Julia Feist mehrfache Süddeutsche Meisterin, siegte beim Internationalen Lambertz-Printenspringen des SV Neptun Aachen 1910 und gewann beim Sechs-Nationen-Jugendländerkampf mehrere Medaillen. Bei Deutschen Jugendmeisterschaften siegte sie viermal und wurde sechsfache Vizemeisterin. Deutsche Meisterin in der offenen Klasse im Synchronspringen vom Drei-Meter-Brett wurde sie 2006, außerdem zwischen 2006 und 2010 vierfache deutsche Vizemeisterin und zweifache Bronzemedaillengewinnerin.
Bei der Jugendweltmeisterschaft 2006 in Malaysia belegte Julia Feist den 9. Platz, 2006 und 2007 wurde sie jeweils 5. bei den Jugendeuropameisterschaften im Wasserspringen.
Nach mehreren schweren Unfällen (zuletzt 2013 ein komplizierter Bruch des Unterarmes beim Radtraining) und ausbleibender Qualifizierung für Europa-, Weltmeisterschaften oder Olympische Spiele beendete Julia Feist ihre aktive Karriere. Ihr 2009 begonnenes Studium der Sportwissenschaft an der Universität Leipzig schloss sie 2016 mit dem Master ab. Parallel dazu trainierte sie in Leipzig ein Jahr lang junge Wassersprungtalente. Seit 2016 arbeitet sie als Trainerin am Bundesstützpunkt der Wasserspringer in Dresden.
Julia Feist wohnt mit ihrem Lebensgefährten, dem Ruderer Tim Grohmann, und ihrem gemeinsamen Sohn (* 2018) in Pesterwitz.